# Triết học tiền Socrates
Một số nhà triết học Hy Lạp đầu tiên hoạt động trước và trong thời gian Socrates được gọi chung là Triết học tiền Socrates. Các câu hỏi đặt ra của họ trải dài từ cách thức hoạt động của thế giới tự nhiên cũng như xã hội loài người, đạo đức và tôn giáo, tìm kiếm lời giải thích dựa trên các nguyên tắc tự nhiên hơn là hành động của các vị thần siêu nhiên. Họ đã giới thiệu với phương Tây khái niệm thế giới như một kosmos, một sự sắp xếp có trật tự có thể được hiểu thông qua việc tìm kiếm trên góc độ lý trí.
Trong thời cổ đại, các nhà triết học tiền Socrates được gọi là Physiologoi (tiếng Hy Lạp: φυσφυσλόγι;; trong tiếng Anh, các nhà triết học vật lý hoặc triết học tự nhiên). Aristotle là người đầu tiên phân biệt rõ ràng giữa các sinh lý học này hoặc Physikoi ("nhà vật lý", sau vật lý, "tự nhiên"), người đã tìm cách giải thích tự nhiên cho các hiện tượng, và các nhà thần học trước đó (thần học) quy những hiện tượng này là do hành động các vị thần khác nhau. Diogenes Laërtius chia Physiologoi thành hai nhóm: Ionia, do Anaximander dẫn đầu và Italiote, do Pythagoras dẫn đầu.